# Chaetolepis cufodontisii
Chaetolepis cufodontisii là một loài thực vật có hoa trong họ Mua. Loài này được Standl. mô tả khoa học đầu tiên năm 1938.

## Hình ảnh

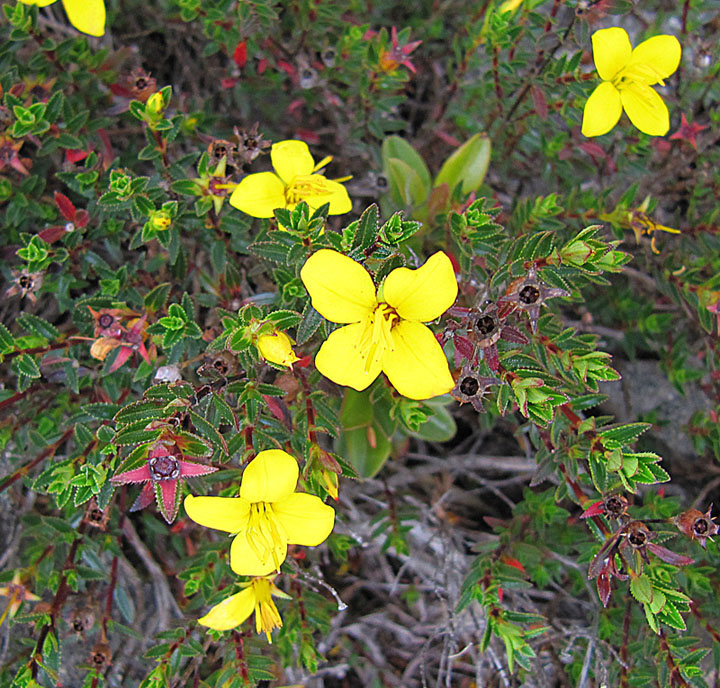